# قشر (فاكهة)

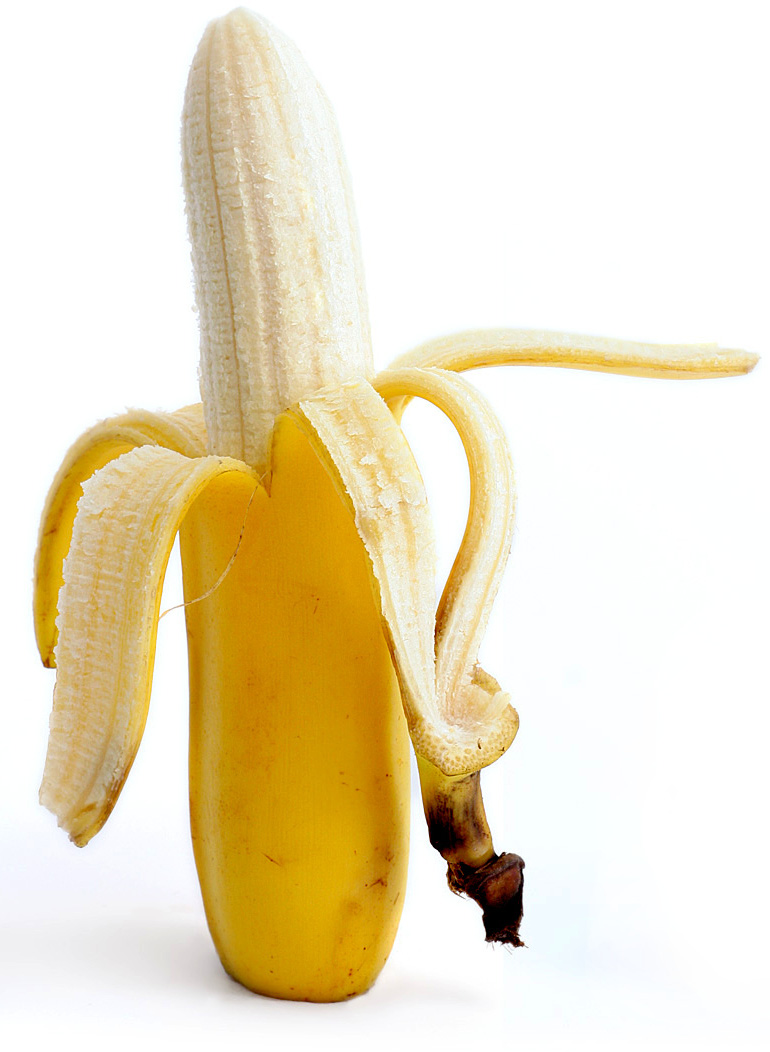
فاكهة موز مع قشرتها

القشر هو الغلاف الخارجي الذي يحيط بثمار النباتات من الفاكهة والخضروات حمايةً لها، والتي تتكون أثناء تطور ونمو النبات.
توجد عدة أنماط لقشور الثمار، منها الذي يكون رقيقاً مثل قشر التفاح أو على شكل غلاف مثل قشر الموز أو قشر الحمضيات أو متخشباً مثل قشر البندق والذي يتطلب جهداً لكسره ولذلك تسمى تلك الثمار بالمكسرات.
تستخدم قشور الحمضيات في بعض وصفات الحلويات.